# Volutomitra bayeri
Volutomitra bayeri is een slakkensoort uit de familie van de Volutomitridae. De wetenschappelijke naam van de soort is voor het eerst geldig gepubliceerd in 1982 door Okutani.